# Игуман Мардарије
Игуман Мардарије био је монах Српске православне цкве, један од првих штампара Србуља и уредник.
Оразовање је стекао у манастиру Света Тројица у Пљевци. Да би сачувао своје богослужбене књиге и друге драгоцености, преселио се у манастир Бању и постао његов игуман. Године 1543. са двојицом монаха из манастира Милешеве отпутовао је у Венецију да купи штампарију и донесе је у Милешеву да би основао Милешевску штампарију.

## Биографија
Мардарије је био Србин из Подриња, рођен у месту Вранешии у Сокоцу. Школовао се у манастиру Света Тројица у Пљевљи, а када је сазнао да ће Османлије срушити Љубовиђа цркву у Павином Пољу, зео је богослужбене књиге и друге драгоцености и са шест натоварених коња превезао их у манастир Бању.

## Милешевска штампарија
Године 1543. Мардарије је био игуман манастира Бање код Прибоја када је Теодор Љубавић, монах у Милешеви и син Божидара Љубавића, послат у Венецију да се придружи свом брату Ђурађу и да купи штампарију за манастир. Теодора су пратили милешевски монах Сава и Мардарије. У то време манастир Бања је био седиште митрополита, док је Милешева била најбогатији манастир Дабарске епархије. Због тога су та два манастира добила задатак да финансирају и организују оснивање штампарије у Милешеви и због чега је Мардарије заједно са милешевским монасима отпутовао у Венецију. Милешевска штампарија је радила у периоду 1544–1557. У њему су штампане три књиге, Псалтир (Псалтир, 1544), Бревијар (Требник, 1545) и други Псалтир (1557). Псалтир из 1544. године уредили су и приредили Мардарије и Теодор Љубовић, на основу псалтира Божидара Вуковића из 1519/20.
Мардарије је 1545. отишао у Боговађу код Лајковца и обновио је. Урезана плоча је спомен на ову обнову и помиње Мардарија и место Вранеши као његово место рођења.

## Погрешна идентификација са јеромонахом Мардаријем
У многим ранијим изворима, игуман Мардарије, који је био игуман манастира Бање, погрешно се поистовећивао са јеромонахом Мардаријем који је такође био штампар, али у штампарији Мркшина црква и Београдској штампарији. С обзиром да Мардарије из Мркшинске цркве никада у својим књигама није помињао свој много виши положај игумана манастира Бање, дошло се до закључка да су игуман Мардарије и јеромонах Мардарије два различита човека.